# Frederick Harcourt Kitchin
Frederick Harcourt Kitchin, född 1867, död 1932, var en brittisk journalist och statistiker.
Kitchin vann som utgivare av Financial and Commercial Supplement of The Times 1904-08 internationellt anseende som näringsstatistiker. Kitchin redigerade 1918 Board of Trade Journal.